# Б'єрн Ульвеус
Б'єрн Ульвеус (швед. Björn Ulveaus, швед. вимова: [bjœːn ˈɵlviːʊs], 25 квітня 1945) — шведський музикант, композитор, автор пісень, гітарист, колишній член поп-гурту ABBA.

## Біографія
Народився у шведському Гетеборзі 25 квітня 1945 року. Його батьками були Айна Еліза Вікторія (уроджен. Бенгтссон; 1909-2005) і Ерік Гуннар Ульвеус (1912-1999). У Б'єрна є сестра, Ева Маргарета (нар. 1948). Після проходження військової служби, Ульвеус вивчав право і бізнес у Лундському університеті. 
Зацікавився музикою не без участі свого двоюрідного брата Йона Ульфсатера (швед. Joen Ulfsater). В 1957 він разом із братом організував гурт куди також входив бас-гітарист Тоні Рут (швед. Tony Rooth). В 1961 році Тоні допоміг стати Б'єрнові солістом фолк-гурту Mackie's Skiffle Group, який пізніше змінив назву на Partners. Пізніше й цю назву змінили на West Bay Singers. Тоді до склад гурту входили Гансі Шварц (швед. Hansi Schwarz), Йоган Карлберг (швед. Johan Karlberg), Гокан Вен (швед. Håkan Hven), Тоні та Б'єрн. У вересні 1963 музиканти виступили на радіо міста Норрчепінг. Мама Б'єрна — Айна (швед. Aina), почувши по радіо оголошення про конкурс, порадила синові направити заявку на участь. Це стало поворотним моментом у його кар'єрі. Продюсер фірми Polar Music Бенгт Бернгаг, продивляючись шведські газети, звернув увагу на коротке оголошення про музичний конкурс організований місцевим радіо. Його увагу привернув гурт West Bay Singers. Бенгт зв'язався з музикантами і попросив надіслати запис для прослуховування. Результат був приємно неочікуваним. Це було саме те що шукали Бенгт і Стіг Андерсон. Стіг умовив музикантів змінити назву на Hootenanny Singers, й активно почав просувати гурт не тільки в Швеції, але й за кордоном. У майбутньому всі знайомства і зв'язки у світі шоу-бізнесу знадобились для популяризації гурту ABBA. З 1964 по 1974 Hootenanny Singers записали та випустили 16 альбомів та збірників.

## Особисте життя
Перша дружина (з липня 1971 по січень 1979 року) — Агнета Фельтскуг, учасниця шведського музичного колективу ABBA.
Діти від цього шлюбу: Лінда (нар. 1973 р.) і Крістіан (нар. 1977 р.).
Друга дружина (у 1981-2022 рр.) — Лена Калерсіо, колишня музична журналістка..
У цьому шлюбі народилися дві доньки: Емма (1982 р.) і Анна (1986 р.). Розлучилися 2022 року.
На запитання: Чи є він атеїстом? - Б'єрн Ульвеус відповів: "Я агностик, що схиляється до атеїзму. У мене немає і, думаю, не може бути чітких уявлень про існування Бога. Я не вірю в Бога, про якого йдеться в середземноморських релігіях і яких би то не було інших. Я не заперечую, що Щось є поза нашим світом, але я не думаю, що ми повинні намагатися пояснити і зрозуміти, що це може бути. Якщо атеїзм означає категоричне заперечення існування Бога, то я не став би заходити так далеко. Проблема з фундаменталістами полягає в тому, що вони вірять у Бога і знають, яке його бажання. Я б сказав, що я "вільний мислитель" ("free thinker" - англ.), це точніше, ніж агностик або атеїст. Можливо, нам варто повернути це слово в сучасний словник". Б'єрн Ульвеус - активний член товариства "Гуманітарії" (The Humanitarians - шведська секція МГЕС), в 2006 році він отримав щорічний приз цього товариства - Hedenius-priset. 

## Дискографія
Альбоми, збірні платівки та компакт-диски Бьорна Ульвеуса і Бенні Андерссона:
- 1970 - Lycka
- 1984 - Шахи (мюзикл)
- 1984/1988 - Chess Pieces (збірна платівка)
- 1988 - Chess Original Broadway Cast Recording
- 1994 - Chess In Concert (концертний подвійний компакт-диск)
- 1996 - Kristina från Duvemåla (коробка з 3 компакт-дисків)
- 1998 - Från Waterloo Till Duvemåla (концертний компакт-диск)
- 1999 - 16 Favoriter ur Kristina från Duvemåla (збірний компакт-диск)
- 2002 - Chess på Svenska (подвійний компакт-диск)